# Лавака (округ)
Округ Лавака (англ. Lavaca county) — округ штата Техас Соединённых Штатов Америки. На 2000 год в нем проживало 19 210 человек. По оценке бюро переписи населения США в 2009 году население округа составляло 18 539 человек. Окружным центром является город Халлетсвилл.

## История
Округ Лавака был сформирован в 1841 году. Он был назван по названию реки Лавака (исп. La vaca — корова).

## География
По данным бюро переписи населения США площадь округа Лавака составляет 2513 км², из которых 2512 км² — суша, а 1 км² — водная поверхность (0,05 %).

### Основные шоссе
- Шоссе 77
- Дублирующее шоссе 90
- Автострада 95
- Автострада 111

### Соседние округа
- Фейетт  (север)
- Колорадо  (северо-восток)
- Джэксон  (юго-восток)
- Виктория  (юг)
- Де-Уитт  (юго-запад)
- Гонзалес  (северо-запад)